# Tanjang–Kunsan vasúti híd
A Tanjang–Kunsan vasúti híd a világ leghosszabb vasúti hídja, amely Kínában található a Peking–Sanghaj nagysebességű vasútvonalon Sanghaj és Nanking között Csiangszu provinciában. Teljes hossza 164,8 km. Az egyik 9 km-es része keresztülhalad a Yangcheng tó felett Suzhouban. Több mint 10 ezer ember dolgozott rajta négy évig. Az építkezés 2006-ban kezdődött el, 2010-ben fejezték be; hivatalos megnyitására 2011. június 30-án került sor. Építési költssége elérte a 8,5 milliárd amerikai dollárt. Hosszúságával 2011-től Guinness világrekorder a hidak közül.